# James George Frazer
Sir James George Frazer (1. januar 1854, Glasgow, Skotland – 7. maj 1941), var en skotsk antropolog og forfatter, som havde stor indflydelse i udviklingen af forskning i komparativ religion (religionshistorie) og myter i tiden op til 1. verdenskrig.

## Religionshistorisk teori
Frazer er mest berømt som evolutionist, ligesom samtidige britiske kollegaer såsom William Robertson Smith (1846–1894) og Edward Burnett Tylor (1832-1917). Hans evolutionisme bestod i at forstå menneskehedens mentale og kulturelle udvikling i tre stadier, fra magi over religion til videnskab.
Den evolutionistiske model overbeviste ikke samtiden, der fandt den for enkel. Frazers litterære stil, hvor mennesker fra andre kulturer end den vestlige, og mennesker fra andre samfundslag end det uddannede borgerskab, gerne blev omtalt som ”sløve”, ”svage”, ”uvidende”, ”overtroiske”, gjorde, at Frazer gik af mode i videnskabelig sammenhæng allerede umiddelbart efter 1. verdenskrig. I britisk antropologi blev hans position overtaget af hans elev Bronislaw Malinowski. ”The Golden Bough” blev ikke desto mindre solgt i store oplag.

## The Golden Bough
Frazers mest kendte værk, "The Golden Bough" med komparative analyser og beskrivelser af antikke kulte, riter og myter inklusiv sammenlignende studier af den tidlige kristendom, udkom i tre udgaver, først i 1890 (i to bind), dernæst i 1900 (i tre bind), og endelig 1906-1915 (i tolv bind). En forkortet version (”Abridged Version”) udkom første gang i 1922 og er genoptrykt mange gange siden. Bogen er komponeret som en kommentar til og forklaring på et ejendommeligt ritual fra romersk religion i en helligdom for gudinden Diana ved Nemisøen, syd for Rom. Denne helligdom var vogtet af en præst, der var en bortløbet slave, der havde opnået sit embede ved at dræbe sin forgænger. Frazer mente, at dette ritual måtte være fra en meget ældre tid. Han antog, at grundtanken bag ritualet havde været, at kraften til livsfrembringelse var bundet til en krop (fx et træ eller en præst), at kraften med tiden svækkedes sammen med den krop, den var inde i, og at kraften kunne fornys ved at blive overført til en ny krop ved at dræbe (eller fælde) den gamle krop. Frazer mente at kunne sandsynliggøre denne teori ved at sammenligne med magiske og religiøse forestillinger og ritualer fra hele jorden. Frazers overordnede teori overbeviste ikke hans fagfæller. Men Frazer fornyede forskningen i den græsk-romerske antik ved at inddrage den etnografiske viden om oprindelige kulturers myter, ritualer og forestillinger, som i årtierne op til 1. verdenskrig blev indsamlet i store dele af verden. Som materialesamling er "The Golden Bough” fortsat af stor interesse og bliver stadig brugt blandt religions- og antikforskere.
Frazer opdelte magi i to former: "homøopatisk" magi og "kontagiøs" magi, også kaldet hhv. ligheds-magi og berørings-magi, dvs. hhv. magi, der virker igennem noget der ligner det, der skal indvirkes på, og magi, der virker igennem noget, der har været i forbindelse med det, der skal indvirkes på. Eksempel på homøopatisk magi er, hvis nogen vil nedkalde en forbandelse over en person ved at skade en dukke, der ligner vedkommende; eksempel på kontagiøs magi er, hvis nogen vil skade nogen ved at brænde en lok af vedkommendes hår. Man har sammenlignet disse to former med de to retoriske figurer metafor og metonymi.

## Andre værker
Frazer var en flittig forsker, der også udgav andre værker, der ligeledes mest var samlinger af etnografisk og folkloristisk materiale, bl.a. "Totemism and Exogamy” (1910) om slægtskabsformer, "Folk-Lore in The Old Testament" (1918) om eventyrmotiver i Det Gamle Testamente, og ”Myths of the Origin of Fire” (1930) om myter fra hele jorden om ildens oprindelse.

## Oplysning og positivisme
Idehistorisk hørte Frazer hjemme i traditionen fra oplysningstiden, både i sin tankegang og i sin litterære stil. Frazers evolutionisme passede godt sammen med hans samtids positivisme. Hans tilgang til religion var baseret på, at han gik ud fra, at religion primært drejer sig om menneskers ønske om at forklare og indvirke på naturfænomener, frem for alt på naturens frugtbarhed. Magi ligner videnskab ved at hvile på en formodning om, at der findes lovmæssigheder i naturen; men magien er fejlagtig, hvad angår disses loves karakter og menneskenes muligheder for at indvirke på dem. Religion er et højere stadie end magi og fremkommet i frustration over magiens magtesløshed. Religion er baseret på en overbevisning om, at naturen bestyres af overnaturlige agenter (guder og ånder) med menneskelignende egenskaber som vilje og magt, og at disse agenter kan påvirkes med ofringer og bønner. Først med moderne videnskab har mennesker opnået reel indsigt i naturens love og dermed fået mulighed for rationelt at indvirke på naturen. Frazer mente, at de fleste mennesker endnu på hans egen tid stadigvæk levede på et magisk stadie; færre var religiøse, og desværre havde kun et lille mindretal nået til det videnskabelige stadie. Frazer håbede, at mennesket langsomt ville ophøre med at tænke magisk og religiøst, i takt med at videnskaben udvikles.
Frazer lagde ikke meget vægt på religionens sociale egenskaber; han betragtede i stedet både magi og religion ud fra en individualistisk og intellektualistisk vinkel, hvor den enkeltes overbevisning var i fokus.
En vigtig samtidig kritik af Frazer's evolutionistiske menneskesyn blev formuleret af den danske religionshistoriker Vilhelm Grønbech i hans værk Primitiv religion fra 1915.

## Udvalgt bibliografi
- Totemism (1887)
- The Golden Bough: a Study in Magic and Religion, 1st edition (1890)
- Descriptions of Greece, by Pausanias (translation and commentary) (1897)
- The Golden Bough, 2nd edition: expanded to 6 volumes (1900)
- Psyche's Task (1909)
- Totemism and Exogamy (1910)
- The Golden Bough, 3rd edition: 12 volumes (1906-15; 1936, 1922 one-volume abridgement: ISBN 0-486-42492-8
- The Belief in Immortality and the Worship of the Dead, 3 volumes (1913-24)
- Folk-lore in the Old Testament (1918)
- The Library, by Apollodorus (text, translation and notes), 2 volumes (1921): ISBN 0-674-99135-4 (vol. 1); ISBN 0-674-99136-2 (vol. 2)
- The Worship of Nature (1926) (from 1923–25 Gifford Lectures)
- The Gorgon's Head and other Literary Pieces (1927)
- Man, God, and Immortality (1927)
- Devil's Advocate (1928)
- Fasti, by Ovid (text, translation and commentary), 5 volumes (1929, one-volume abridgement (1931) and revised by G. P. Goold (1989, corr. 1996): ISBN 0-674-99279-2
- Myths of the Origin of Fire (1930)
- The Growth of Plato's Ideal Theory (1930)
- Garnered Sheaves (1931)
- Condorcet on the Progress of the Human Mind (1933)
- The Fear of the Dead in Primitive Religion (1933-36)
- Creation and Evolution in Primitive Cosmogenies, and Other Pieces (1935)